# Agapito Vallmitjana Abarca

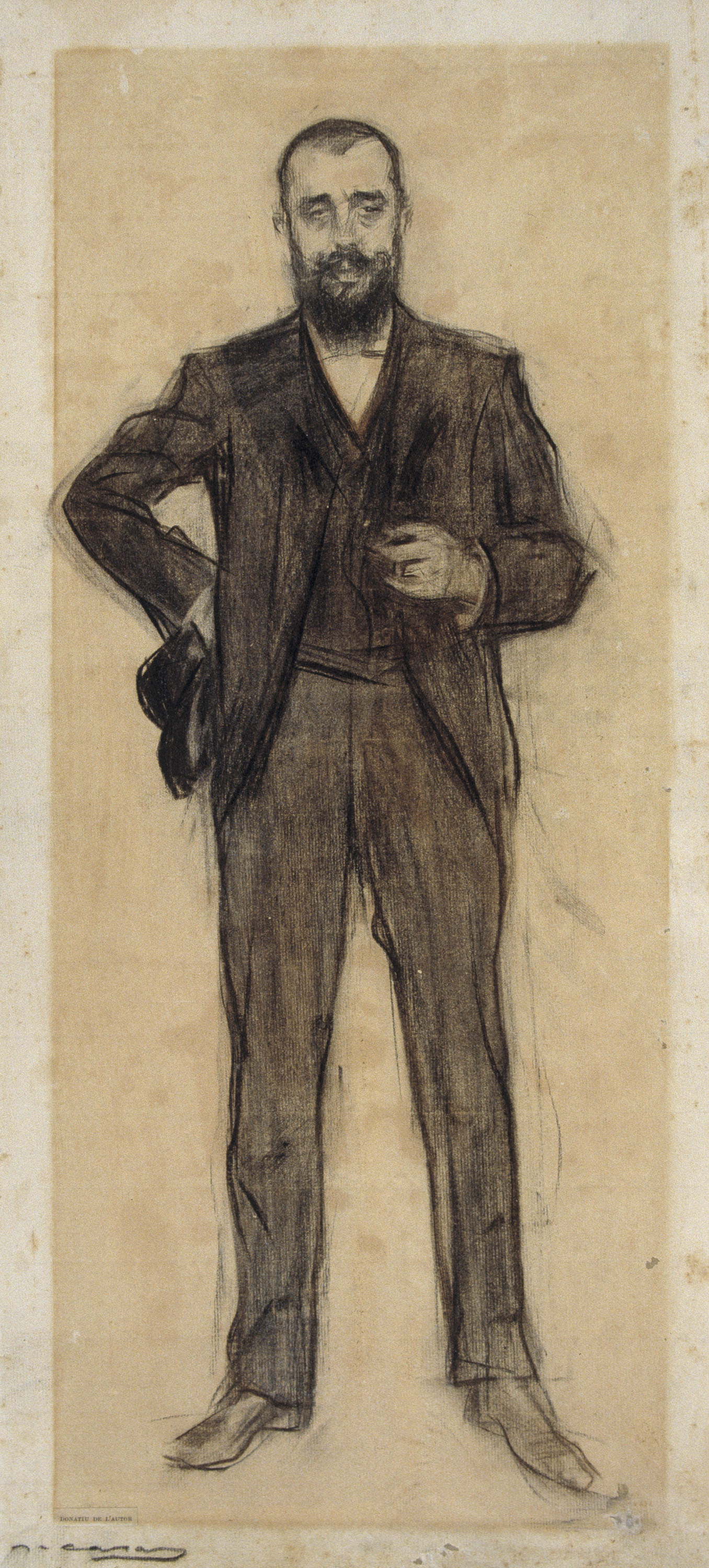
Vallmitjana visto por Ramon Casas (MNAC).

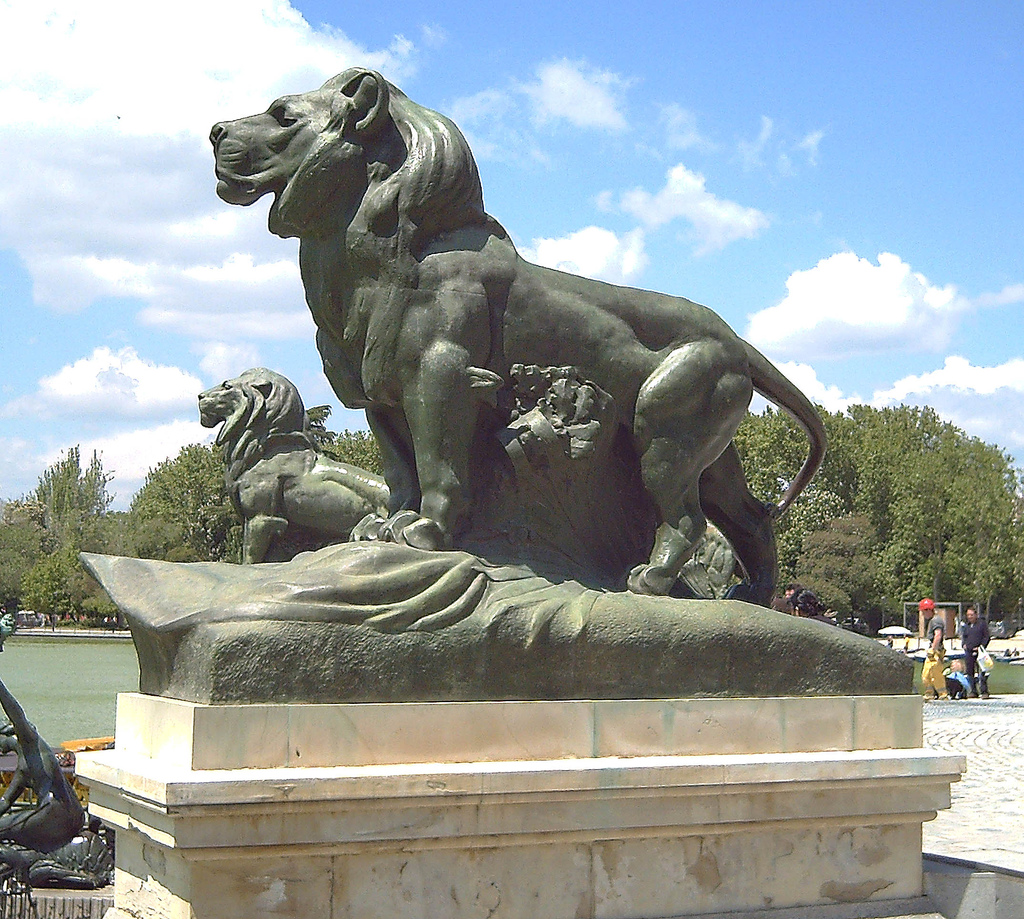
León en el Monumento a Alfonso XII, Retiro, Madrid..

Agapito Vallmitjana Abarca (Barcelona, 1850 - Barcelona, 1915) fue un escultor español.

## Biografía
Nació en Barcelona en 1850. Hijo del también escultor Venancio Vallmitjana Barbany y discípulo suyo en la Escuela de la Lonja —donde a partir de 1902 fue también profesor—, también era sobrino del escultor Agapito Vallmitjana Barbany. Fue alumno de la Escuela de Bellas Artes de Barcelona, donde se especializaría en escultura animalística.
En 1883 abrió un taller con su padre, donde servía de sala de exposición para sus obras.
Fue conocido sobre todo por su trabajo del género animalístico, habiendo ejecutado gran cantidad de grupos de fieras. Entre 1884 y 1908 obtuvo varias medallas de Tercera y Segunda Clase en distintas ediciones de la Exposición Nacional de Bellas Artes.
Falleció en Barcelona en 1915.

## Obras
- 1882 - Árabe, cazador de leones
- 1883 - Domador de leones. Parque de la Ciudadela de Barcelona
- 1883 - Leona con sus cachorros
- 1887
  - Ocho leones para la base del Monumento a Cristóbal Colón en Barcelona.
  - San Juan en el desierto. Museo Nacional del Prado, en depósito en el Museo de Bellas Artes de La Coruña.
- 1891 - Monumento al rey Jaime I en Valencia.
- 1897 - Grupo de Campesinas.
- Dos leones de bronce ubicados en los extremos de las gradas del monumento a Alfonso XII en los Jardines del Buen Retiro de Madrid.[5]
- El enigma. Museo Nacional de Arte de Cataluña de Barcelona.
- Pastora y vaca. Museo de Arte Moderno de Madrid.
- Dos leones en el vestíbulo del Palacio de la Generalidad de Cataluña.
- San Antonio de Padua. Museo Diocesano de Barcelona.